# Batman: Vengeance
Batman: Vengeance es un videojuego de acción y aventura de 2001 basado en el superhéroe ficticio del mismo nombre. Fue lanzado para PlayStation 2, Game Boy Advance, GameCube, Xbox y Microsoft Windows. El juego fue desarrollado y publicado por Ubi Soft en conjunto con Warner Bros. y DC Comics.
El juego está basado en la serie de televisión The New Batman Adventures y presenta al elenco de voces del programa repitiendo sus papeles. La historia se centra en la investigación de Batman sobre la aparente muerte del Guasón después de su último encuentro, mientras tiene que lidiar con otros villanos y sus planes, todo parte de una trama más amplia orquestada por el Príncipe Payaso del Crimen. Batman: Vengeance recibió críticas mixtas tras su lanzamiento.

## Producción
Vengeance tomó los diseños ambientales de The New Batman Adventures, así como el diseño de sus personajes, el juego tuvo los mismos actores de voz que tuvo la serie original. El reparto incluye a Kevin Conroy como Batman, Mark Hamill como el Joker, Tara Strong como Batgirl, Diane Pershing como Poison Ivy, Michael Ansara como Mr. Freeze, Efrem Zimbalist, Jr. como Alfred Pennyworth, Arleen Sorkin como Harley Quinn, Bob Hastings como el Comisionado Gordon.

## Recepción
Batman Vengeance tuvo críticas mixtas tanto por los críticos cómo por los admiradores. Las buenas críticas fueron principalmente para la actuación de voz, la historia y las escenas cinemáticas, y las malas fueron para el modo de primera persona, y la limitada capacidad de los jugadores para controlar a Batman. La versión de PC tuvo demasiadas críticas negativas, por su difícil y confuso modo de juego.